# Comuna Alexăndreni, Sîngerei
Comuna Alexăndreni este o comună din raionul Sîngerei, Republica Moldova. Este formată din satele Alexăndreni (sat-reședință), Grigorești, Heciul Vechi, Țiplești și Țipletești.

## Geografie
Distanța directă pîna în or. Singerei este de 18 km. Distanța directă pîna în or. Chisinau este de 117 km. 

## Demografie
La recensământul din 2004 populația la nivelul comunei Alexăndreni constituia 6155 de oameni, dintre care 49.16% - bărbați și 50.84% - femei. Compoziția etnică a populației în cadrul comunei: 91.34% - moldoveni/români, 5.41% - ucraineni, 2.47% - ruși, 0.18% - polonezi, 0.34% - țigani, 0.26% - alte etnii. În comuna Alexăndreni au fost înregistrate 2138 de gospodării casnice în anul 2004, iar mărimea medie a unei gospodării era de 2.9 persoane.
Conform datelor recensământului din 2014, populația la nivelul comunei Alexăndreni constituia 5 594 de oameni, dintre care 48.8% - bărbați și 51.2% - femei. În comuna Alexăndreni au fost înregistrate 2 079 de gospodării casnice în anul 2014. Compoziția etnică: 5.304 (94,81%) moldoveni/români, 192 (3,43%) ucraineni, 64 ruși (1,14%) și 31 de persoane de altă etnie/etnie nedeclarată. Limba vorbită de obicei: 
- limba română - 5.119 (91,51%)
- limba rusă - 381 (6,81%)
- limba ucraineană - 54 (0,97%)
- altele/nedeclarat - 40 (0,72%)

## Administrație și politică
Primarul este Alistar Dombrovschi din partea Partidului Acțiune și Solidaritate.
Componența Consiliului local Alexăndreni (13 consilieri), ales la 5 noiembrie 2023, este următoarea:
|  | Partid                                       | Consilieri | Componență | Componență | Componență | Componență | Componență | Componență |
|  | -------------------------------------------- | ---------- | ---------- | ---------- | ---------- | ---------- | ---------- | ---------- |
|  | Partidul Acțiune și Solidaritate             | 6          |            |            |            |            |            |            |
|  | Partidul Socialiștilor din Republica Moldova | 3          |            |            |            |            |            |            |
|  | Partidul Liberal Democrat din Moldova        | 3          |            |            |            |            |            |            |
|  | Partidul „Renaștere”                         | 1          |            |            |            |            |            |            |

## Personalități născute aici
- Anatolie Popușoi (n. 1949), agronom, om politic.